# Ескалатор
Ескалаторът е транспортно съоръжение на принципа на конвейера, предназначено за вертикално и хоризонтално придвижване на хора, най-често между различни етажи в сградите. Наподобява стълба с подвижни, свързани във верига, стъпала, задвижвани с мотор. Преимуществата му пред асансьора са непрекъснатият режим на работа и големият капацитет. Ескалаторите се използват основно в търговски центрове и други големи магазини, метростанции или летища, в големи обществени сгради.
Най-големият производител на ескалатори в света е базираният в Швейцария Schindler Holding AG, който е и на второ място по производство на асансьори. Началото на швейцарския гигант е положено в 1874 г. от Роберт Шиндлер в Люцерн.